# العلاقات الإثيوبية الباهاماسية
العلاقات الإثيوبية الباهاماسية هي العلاقات الثنائية التي تجمع بين إثيوبيا وباهاماس.

## مقارنة بين البلدين
هذه مقارنة عامة ومرجعية للدولتين:
| وجه المقارنة                                              | إثيوبيا                        | باهاماس      |
| --------------------------------------------------------- | ------------------------------ | ------------ |
| المساحة (كم2)                                             | 1.10 مليون                     | 13.88 ألف    |
| عدد السكان (نسمة)                                         | 104.96 مليون                   | 395.36 ألف   |
| الكثافة السكانية (ن./كم²)                                 | 95.42                          | 28.48        |
| العاصمة                                                   | أديس أبابا                     | ناساو        |
| اللغة الرسمية                                             | اللغة الأمهرية                 | لغة إنجليزية |
| العملة                                                    | بير إثيوبي                     | دولار بهامي  |
| الناتج المحلي الإجمالي (بليون دولار)                      | 80.56 مليار                    | 12.16 مليار  |
| الناتج المحلي الإجمالي (تعادل القوة الشرائية) بليون دولار | 161.90 مليار                   | 8.92 مليار   |
| الناتج المحلي الإجمالي الاسمي للفرد دولار أمريكي          | 619                            | 22.82 ألف    |
| الناتج المحلي الإجمالي للفرد دولار أمريكي                 | 1.50 ألف                       |              |
| مؤشر التنمية البشرية                                      | 0.442                          | 0.790        |
| رمز المكالمات الدولي                                      | +251                           | +1242        |
| رمز الإنترنت                                              | .et                            | .bs          |
| المنطقة الزمنية                                           | ت ع م+03:00، توقيت شرق أفريقيا | 00           |

## منظمات دولية مشتركة
يشترك البلدان في عضوية مجموعة من المنظمات الدولية، منها:
| علم المنظمة | اسم المنظمة                                 | تاريخ انضمام إثيوبيا | تاريخ انضمام باهاماس |
| ----------- | ------------------------------------------- | -------------------- | -------------------- |
|             | الاتحاد البريدي العالمي                     | ?                    | ?                    |
|             | مؤسسة التنمية الدولية                       | 11 أبريل 1961        | 23 يونيو 2008        |
|             | منظمة حظر الأسلحة الكيميائية                | ?                    | ?                    |
|             | الأمم المتحدة                               | 13 نوفمبر 1945       | 18 سبتمبر 1973       |
|             | وكالة ضمان الاستثمار متعدد الأطراف          | 13 أغسطس 1991        | 4 أكتوبر 1994        |
|             | منظمة الشرطة الجنائية الدولية               | ?                    | ?                    |
|             | مؤسسة التمويل الدولية                       | 20 يوليو 1956        | 8 ديسمبر 1986        |
|             | مجموعة دول أفريقيا والكاريبي والمحيط الهادئ | ?                    | ?                    |
|             | البنك الدولي للإنشاء والتعمير               | 27 ديسمبر 1945       | 21 أغسطس 1973        |
|             | الاتحاد الدولي للاتصالات                    | 20 فبراير 1932       | 19 أغسطس 1974        |
|             | الفريق المعني برصد الأرض                    | ?                    | ?                    |
|             | يونسكو                                      | 1 يوليو 1955         | 23 أبريل 1981        |

## وصلات خارجية
- موقع وزارة الخارجية الإثيوبية